# Trimerotropis infantilis
Trimerotropis infantilis is een rechtvleugelig insect uit de familie veldsprinkhanen (Acrididae). De wetenschappelijke naam van deze soort is voor het eerst geldig gepubliceerd in 1984 door Rentz & Weissman.
1. ↑  (en) Trimerotropis infantilis op de IUCN Red List of Threatened Species.